# 京都西郵便局
京都西郵便局（きょうとにしゆうびんきょく）は、京都府京都市右京区にある郵便局。民営化前の分類では集配普通郵便局であった。

## 概要
住所：〒616-8799 京都府京都市右京区嵯峨五島町1-64

## 沿革
- 1899年（明治32年）9月1日 - 嵯峨（さが）郵便受取所として開設[1]。
- 1902年（明治35年）12月16日 - 太秦（うずまさ）郵便受取所に改称[2]。
- 1905年（明治38年）4月1日 - 太秦郵便局（三等）となる。
- 1956年（昭和31年）10月5日 - 電話通話および和文電報受付事務の取扱を開始[3]。
- 1962年（昭和37年）10月8日 - 右京区太秦垣内町から同区太秦一ノ井町へ移転。
- 1978年（昭和53年）4月10日 - 右京区太秦一ノ井町から、同区嵯峨五島町に局舎を新築、移転するとともに、京都西郵便局に改称。
- 1998年（平成10年）9月1日 - 外国通貨の両替および旅行小切手の売買に関する業務取扱を開始。
- 2007年（平成19年）10月1日 - 民営化に伴い、併設された郵便事業京都西支店に一部業務を移管。
- 2012年（平成24年）10月1日 - 日本郵便株式会社の発足に伴い、郵便事業京都西支店を京都西郵便局に統合。
- 2015年（平成27年）9月1日 - ゆうゆう窓口の24時間営業を廃止。

## 取扱内容
- 郵便、印紙、ゆうパック、内容証明
- 貯金、為替、振替、振込、国際送金、国債、投資信託
- 生命保険、バイク自賠責保険、自動車保険、変額年金保険、がん保険、引受条件緩和型医療保険
- 地方公共団体事務（京都市地下鉄バス利用券の交付）
- ゆうちょ銀行ATM
- 「616-00xx」「616-80xx」「616-81xx」「616-82xx」「616-83xx」「616-84xx」区域（京都市右京区内の一部地域および西京区嵐山地区）の集配業務
- ゆうゆう窓口

## 周辺
- 車折神社
- 嵯峨美術大学
- 京都バス本社
- 桂川

## アクセス
- 嵐電 車折神社駅から徒歩約9分
- 京都市バス、京都バス 車折神社前停留所下車
- 名神高速道路 京都南ICから北西へ約10km、京都縦貫自動車道 沓掛ICから北東へ約8km
- 駐車場あり：13台